# QV5
QV 5 est un des tombeaux situé dans la vallée des Reines, dans la nécropole thébaine, sur la rive ouest du Nil face à Louxor en Égypte.

## Description
QV 5 est une tombe anonyme datant de la XVIIIe dynastie constituée d'un puit en marne peu profond autrefois rélié à QV 6. Remplie de débris, elle est désormais fermée par une grille installée par le Conseil suprême des Antiquités égyptiennes.